# خون سرخ (فیلم)
خون سرخ (ایتالیایی: Rosso Sangue) که با نام‌های دیگری همچون عجیب‌وغریب (انگلیسی: Absurd)، آدم‌خوار ۲ و زامبی ۶: شکارچی هیولا هم شناخته می‌شود، یک فیلم اسلشر ایتالیایی به کارگردانی جو داماتو است که در سال ۱۹۸۱ منتشر شد.

## گزیدهٔ بازیگران
- جرج ایستمن
- آنی بل
- مارک شانون
- میکله سواوی
- ادموند پاردوم
- سیندی لدبتر